# 筒井筒
筒井筒（つついづつ、つついつつと読む場合も。旧かなでは「つつゐづつ」）とは、丸く掘った井戸の井戸側（いどがわ）、わくのこと。『伊勢物語』、『大和物語』中の物語の題材のひとつとして有名であり、互いに惹かれていた幼馴染の男女が結婚することを内容としている。『伊勢物語』の古い本文では「筒井つの」。

## 伊勢物語

### 二十三段

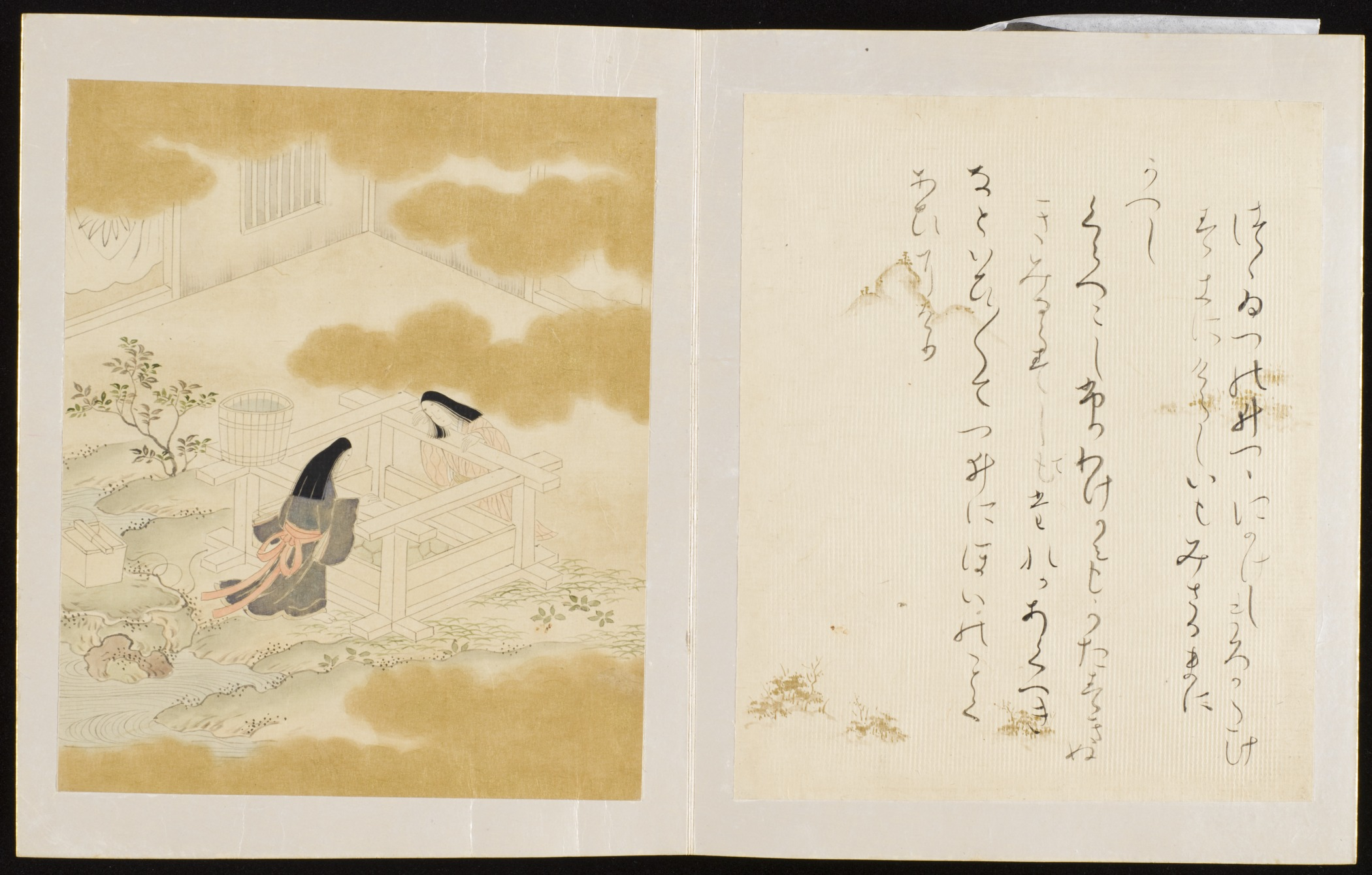
井戸の周りでたけくらべをする幼なじみの男女

むかし、田舎わたらひしける人の子ども、井のもとにいでてあそびけるを、おとなになりければ、男も女も恥ぢかはしてありけれど、男はこの女をこそ得めと思ふ。女はこの男をと思ひつつ、親のあはすれども聞かでなむありける。さて、この隣の男のもとよりかくなむ。
　筒井つの　井筒にかけし　まろがたけ　過ぎにけらしな　妹見ざるまに
女、返し、
　くらべこし　ふりわけ髪も　肩過ぎぬ　君ならずして　たれかあぐべき
などいひいひて、つひに本意のごとくあひにけり。
さて年ごろふるほどに、女、親なくたよりなくなるままに、もろともにいふかひなくてあらむやはとて、河内の国高安の郡に行き通ふ所いできにけり。されけれど、このもとの女、あしと思へるけしきもなくて、いだしやりければ、男、こと心ありてかかるにやあらむと思ひ疑ひて、前栽の中に隠れゐて、河内へいぬる顔にて見れば、この女、いとようけさうじて、うちながめて、
　風吹けば　沖つしら浪　たつた山　よはにや君が　ひとりこゆらむ
とよみけるを聞きて、限りなくかなしと思ひて、河内へも行かずなりにけり。
（後略）

### あらすじ
昔、幼なじみの男女が、筒井筒(＝丸い井戸の竹垣)の周りで、たけくらべをしたりして遊んでいた。
二人は長ずるにつれて互いに顔を合わせるのが恥ずかしく感じ疎遠となってしまったが、
二人とも相手を忘れられず、女は親の持ってくる縁談も断って独身のままでいた。
その女のもとに、男から歌が届く。二人は歌を取り交わして契りを結ぶ。
「井戸の縁の高さにも足りなかった自分の背丈が伸びて縁をこしたようですよ、貴女を見ない間に」
「貴方と比べていたおかっぱの髪ももう肩より伸びましたよ、貴方以外の誰が髪上げ（＝成人することの印。そのまま結婚する事が多かった）できるものですか」
こうして夫婦となった二人であったが、やがて妻の親が死に、暮しが貧しくなり、夫は他の女のもとに足しげく通うようになる。
ところが、夫を送り出す時も妻は怒りの素振りも見せない。不審に思った夫が隠れて見ていると、綺麗に化粧をし、物思いにふけったように歌を詠む妻の姿があった。
「風が吹くと沖の白波が立つ竜田山を、夜中に貴方は一人で越えているのでしょうか。(ああ、心配だ)」
その心根にうたれた夫は再び妻の元へと帰るのであった。

## 後世への影響
- 世阿弥によってとりあげられ、能の『井筒』の元となった。能では「筒井筒　井筒にかけし　まろがたけ　生(お)ひにけらしな　妹見ざる間に」と謡われる。「生ひにけらしな」は成長して背丈が高くなったという意味だが、女はこの詩を思い出し、「生ひにけらしな…老いにけるぞや」(生ひにけらしな…、いや老いてしまった…)と口ずさむ。
- 内容より転じて、「仲の良い幼馴染みの男女（が恋心を育て、ついに実らせること）」も指す。「やっと結婚したか、色々あったみたいだけど、あの二人は保育園も一緒で筒井筒だったからなあ」などと使う。

## その他
- 井戸形茶碗（重要文化財）
豊臣秀吉に辰市城の井戸氏から贈られた李朝初期の茶碗。秀吉愛蔵の逸品であったが、ある時近侍の小姓が落とし5つに割ってしまった。直ちに細川幽斎が「筒井筒　五つにわれし井戸茶碗　咎をば我に　負いにけらしな」と狂歌を詠み、怒った秀吉をとりなしたという（陶製茶碗　銘筒井筒 石川県の文化財）。
- 長野県東筑摩郡山形村下大池の道祖神に「筒井筒」と呼ばれるものがある。男女が寄り添う像が彫られている。